# Mesure aléatoire
En théorie des probabilités, une mesure aléatoire est une détermination de mesure d'un élément aléatoire,. Soit X un espace métrique séparable complet et {\displaystyle {\mathfrak {B}}(X)} la tribu de son ensemble de Borel. Une mesure de Borel μ sur X est finie si μ (A) < ∞ pour chaque ensemble A borélien limité. Soit {\displaystyle M_{X}} l'espace de toutes les mesures finies sur {\displaystyle {\mathfrak {B}}(X)}. Soit (Ω, ℱ, P) un espace probabilisé. Alors, une mesure aléatoire des cartes de cet espace de probabilité à l'espace mesurable ({\displaystyle M_{X}}, {\displaystyle {\mathfrak {B}}(M_{X})}). Une mesure peut généralement être décomposée comme suit :
{\displaystyle \mu =\mu _{d}+\mu _{a}=\mu _{d}+\sum _{n=1}^{N}\kappa _{n}\delta _{X_{n}},}
Ici {\displaystyle \mu _{d}} est une mesure diffuse non-composée, tandis que {\displaystyle \mu _{a}} en est purement une.

## Mesure de comptage aléatoire
Une mesure aléatoire de la forme :
{\displaystyle \mu =\sum _{n=1}^{N}\delta _{X_{n}},}
où {\displaystyle \delta } est la mesure de Dirac, et {\displaystyle X_{n}} sont des variables aléatoires, est appelé un processus ponctuel, ou mesure de comptage aléatoire. Cette mesure aléatoire décrit l'ensemble des particules N, dont les emplacements sont donnés par les variables aléatoires {\displaystyle X_{n}}  (généralement par vecteur). La composante diffuse {\displaystyle \mu _{d}} est inutile pour une mesure de comptage.
Ici {\displaystyle N_{X}} est l'espace de toutes les mesures de valeurs entières finies et limitées où {\displaystyle N\in M_{X}} (appelée mesure de comptage). 
Les définitions de la mesure attendu, de la transformation de Laplace, des mesures de moment, et des mesures aléatoires suivent celles des processus ponctuels. Les mesures aléatoires sont utiles dans la description et l'analyse des méthodes de Monte Carlo, par exemple le calcul numérique d'une intégrale et de filtres particulaires.